# Аретуса
Аретуса (на старогръцки: Ἀρέθουσα; на гръцки: Αρέθουσα) е древен град в Северна Гърция в източната част на Халкидическия полуостров. Останките от селището се намират югоизточно от село Рендина, южно над едноименната река Рендина.
Градът е основан в VII век пр. Хр. от халкидски колонисти. В V век Перикъл праща 2000 атински заселници, защото в района има изобилие от дървен материал и руда. В началото на IV век влиза в Атинския съюз. По-късно през века е завоюван от Филип II Македонски. Според някои сведения в града умира Еврипид. Градът е център на орфически мистерии. На акропола на Аретуса Юстиниан I изгражда крепост.